# Karatchaïevsk
Karatchaïevsk (en russe : Карачаевск) est une ville de la république de Karatchaïévo-Tcherkessie, en Russie. Sa population s'élevait à 20 316 habitants en 2013.

## Géographie
Karatchaïevsk est située dans le Caucase et arrosée par le fleuve Kouban. Elle se trouve à 60 km au sud de Tcherkessk et à 1 370 km au sud de Moscou.

## Histoire
Karatchaïevsk a été fondée en 1926, et a été abord appelée Georgiyevskoye. Son nom est changé en 1929 en Mikoyan-Shahar, du nom d'Anastase Mikoyan, un fonctionnaire du parti et cadre politique. Du 5 octobre 1944 au 1er janvier 1957, alors que les Karatchaïs avaient été déportés dans les déserts d'Asie centrale, elle fait partie de la république socialiste soviétique de Géorgie sous le nom de Kloukhori.
La région est riche en monuments du haut Moyen Âge, comme les ruines de Skhimar (en) et l'église de Choanna du début du Xe siècle

## Population
Recensements (*) ou estimations de la population
| 1939* | 1959* | 1970*  | 1979*  | 1989*  |
| ----- | ----- | ------ | ------ | ------ |
| 5 919 | 7 169 | 14 762 | 16 873 | 21 582 |

| 2002*  | 2010*  | 2012   | 2013   | 2014 |
| ------ | ------ | ------ | ------ | ---- |
| 22 113 | 21 483 | 20 852 | 20 316 | -    |